# Mrtva reka
»Mrtva reka« je skladba Marijana Smodeta iz leta 1978, ko je z njo nastopil že na svojem prvem festivalu v Šenčurju pri Kranju. Smode je hkrati tudi avtor glasbe in besedila.

## Snemanje
Producent in aranžer je bil Vasko Repinc, posneto v studiu Akademik. Leta 1981 je bila studijsko posneta in izdana kot single na mali vinilni plošči pri ZKP RTV Ljubljana, na A strani »Jaz in moja dama«.
Leta 1982 pa je bila izdana še na debitantskem albumu To je moja pesem, tudi pri založbi ZKP RTV Ljubljana. Videospot, ki je izšel leta 1983, pa je režiral Njegoš Maravič.

## Zasedba

### Produkcija
- Marijan Smode – glasba, besedilo
- Vasko Repinc – aranžma, producent
- Zoran Ažman – tonski snemalec
- Miro Bevc – tonski snemalec

### Studijska izvedba
- Marjan Smode – vokal, akustična kitara

## Mala plošča
7" vinilka, 1981 
- »Jaz in moja dama« (A-stran) – 3:18
- »Mrtva reka« (B-stran) – 3:50